# Bombardement du centre commercial de Krementchouk
Le bombardement du centre commercial de Krementchouk est une attaque de missiles russes survenue le 27 juin 2022 contre le centre commercial de Krementchouk, oblast de Poltava, en Ukraine.

## Bombardement
Selon le président ukrainien Volodymyr Zelensky, il y avait plus de 1 000 personnes à l'intérieur du centre commercial au moment de la frappe. L'incendie s'étend sur plus de dix mille mètres carrés, 20 véhicules sont impliqués dans l'extinction de l'incendie. Zelensky a blâmé les Russes pour l'attaque,.
Le 28 juin 2022 à 6 h 0, il y avait 21 morts et 59 blessés,,.
Selon les médias ukrainiens, les missiles proviennent d'un avion du 52e régiment d'aviation de bombardiers lourds de la 22e division d'aviation de bombardiers lourds de la Garde, commandée par le colonel Oleg Timochine. Le ministre de l'Intérieur Denys Monastyrsky déclare que le missile avait touché le fond du centre commercial. Le ministère russe de la Défense a par la suite officiellement reconnu la responsabilité de l'attaque, bien qu'ayant affirmé que le centre commercial ne fût pas la cible visée, mais un dépôt d'armes d'une usine à proximité, la détonation de munitions provoquant l'incendie du bâtiment voisin.
Le 20 octobre 2024, Dmitri Golenkov, pilote du 52e régiment de bombardiers lourds de l’armée de l’air russe et chef d'état-major de la base aérienne de Chaïkovka, accusé d'avoir mené des attaques contre des infrastructures civiles en Ukraine, comme le bombardement du centre commercial de Krementchouk le 27 juin 2022 et la frappe aérienne d'un immeuble résidentiel à Dnipro le 14 janvier 2023, a été tué à coups de marteau dans un verger dans l'oblast de Briansk victime apparemment d'un assassinat,,.